# The Look of Love (Madonna)
The Look of Love is een lied van Madonna, de derde single van het soundtrack-album van de film Who's that girl. Het nummer haalde de nummer 12-positie in de top 40.

## Achtergrondinformatie
Evenals de nummer 1-hit Who's That Girl is dit nummer geschreven door Madonna en Patrick Leonard. Deze ballad werd niet uitgebracht in de Verenigde Staten, en er is geen videoclip van uitgebracht.